# Bofedal

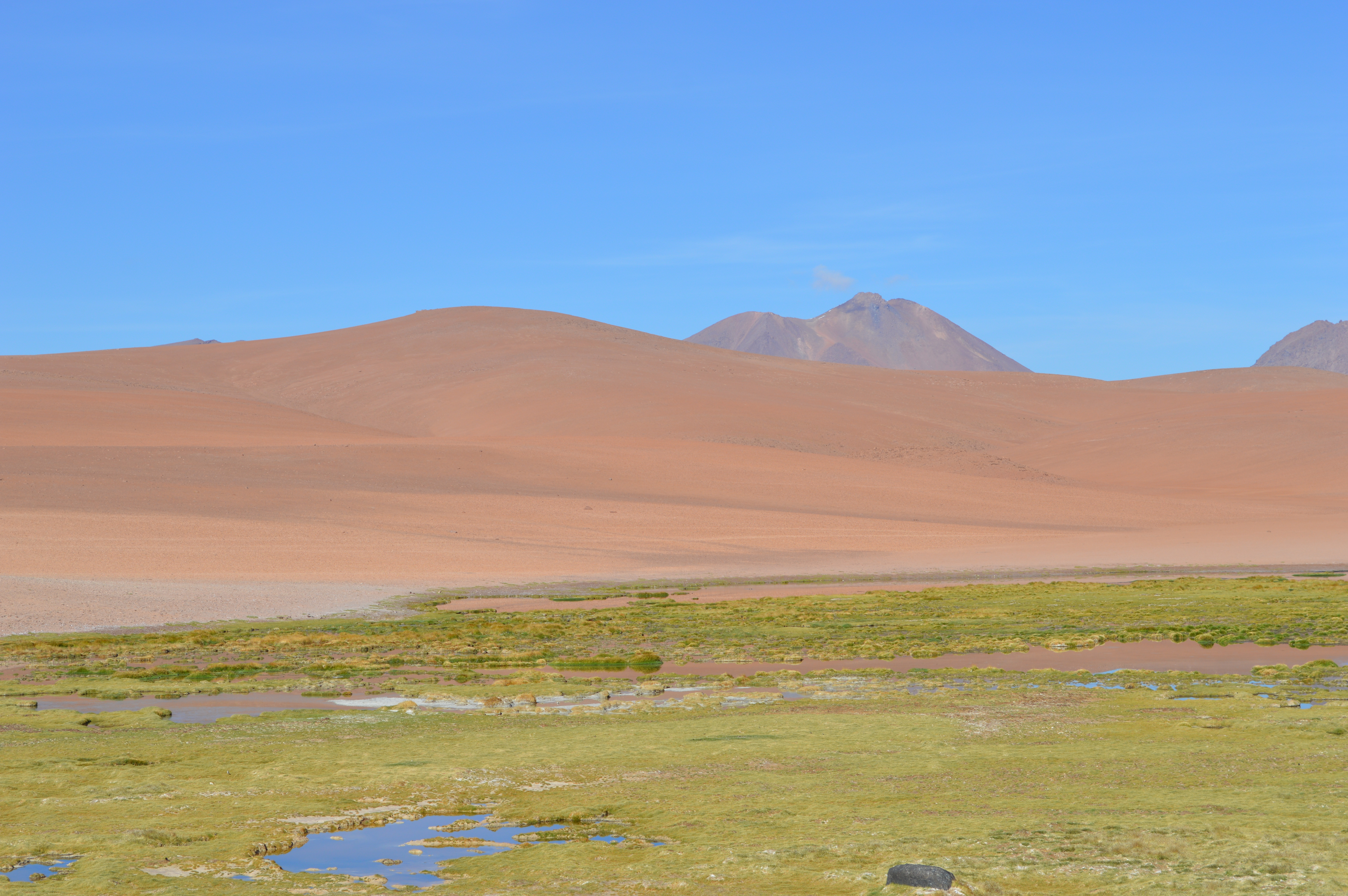
Bofedal en el desierto de Atacama en Chile.

Un bofedal (en plural bofedales), conocidos en algunas partes del Perú como oconales, son un tipo de humedal que se encuentra en los Andes. Son una característica del uso del suelo y la ecología de los ecosistemas altoandinos. Se forman en áreas planas alrededor de estanques o arroyos y pueden ser permanentes o estacionales, y pueden ser naturales o provocados por el hombre. Los bofedales están asociados con la materia orgánica del suelo y su color verde a menudo contrasta con el del paisaje circundante más seco.
Se encuentran en elevaciones superiores a 3800 metros (12 467,2 pies) sobre el nivel del mar. Los bofedales absorben la cantidad limitada de agua derivada de la nieve, el agua de deshielo de los glaciares y las lluvias, almacenándola en el suelo y liberándola lentamente. Su vegetación está dominada por plantas en cojín. En los bofedales se encuentran numerosos animales, entre ellos aves, mamíferos e invertebrados. Son utilizados por los humanos, que han creado nuevos humedales mediante el riego, pero las actividades humanas también pueden ser una amenaza para estos ecosistemas.

## Nombre y clasificación
Bofedal es el término singular; el plural es Bofedales. Las lenguas quechuas tienen términos como oqho, hoq’o, waylla y qochawiña, mientras que en el idioma aymara los términos son juqhu y jukhu; también existen variantes ortográficas. Vega se refiere a humedales, que frecuentemente pero no siempre son bofedales. El término «bofedal»/«bofedales» se utiliza frecuentemente para otros tipos de humedales o ecosistemas andinos que no necesitan definición.

## Características
Los bofedales son humedales con plantas en cojín en los Andes entre Colombia y Venezuela en el norte hasta la Patagonia en el sur. El paisaje amarillo más seco que lo rodea contrasta notablemente con los bofedales verdes, creando paisajes de gran valor estético. Los Andes tropicales presentan numerosas zonas de vegetación, siendo el páramo del norte el que tiene la mayor humedad. Hacia el sur la humedad disminuye y aumenta la distinción entre estación lluviosa y estación seca, produciéndose la transición del páramo a la vegetación de jalca y finalmente al pastizal de Puna. La Puna contiene secciones tanto xerofíticas como húmedas. Existen ecosistemas análogos en las montañas del África Oriental, Hawái y Nueva Guinea.
El paisaje de un bofedal presenta estanques, céspedes y montículos. Las plantas que crecen en bofedales forman cojines, prados, arbustos o formas de crecimiento plano. Los bofedales pueden alcanzar tamaños de más de 1 kilómetro cuadrado (0,4 mi²) o menos de 1 hectárea (2,5 acre). En Chile se forman bofedales largos y estrechos en el fondo de los valles. Suelen formarse en terrenos llanos, junto a estanques, manantiales y arroyos,  pero la mayor parte del agua se encuentra bajo tierra. El agua se origina como agua subterránea o de ríos, lagos y glaciares y sólo es liberada lentamente por los bofedales, que constituyen así importantes depósitos de agua para la estación seca, permitiendo que los arroyos sigan fluyendo. Casi todos los sistemas fluviales del sur del Perú tienen bofedales en sus cabeceras.
Las condiciones climáticas suelen ser extremas, con alta insolación y fuertes vientos, falta de precipitaciones y oxígeno debido a la delgada atmósfera en estas elevaciones, bajas temperaturas con helada s diarias y una temporada de crecimiento corta. Los bofedales a veces existen sólo estacionalmente, otros están presentes todo el año. Presentan suelos de turba o orgánicos que pueden almacenar cantidades significativas de carbono, equivalentes a diez veces más que la turba de Sphagnum normal. Retienen y filtran nutrientes. A veces el suelo es tan blando que los animales pueden hundirse en él. Donde se han fechado los bofedales, como en Chile, su desarrollo comenzó durante el Holoceno y, a menudo, sólo durante los últimos milenios, cuando las condiciones se volvieron más húmedas.

## Ocurrencia
En 2012, casi 549,36 kilómetros cuadrados (212,1 mi²) del Perú estaban cubiertas por bofedales; esto es aproximadamente el 0,4% del país. La teledetección encontró que en 1992-1993 alrededor del 1,4% del Altiplano, unos 2064 kilómetros cuadrados (796,9 mi²), eran bofedales. En Chile, grandes extensiones del Altiplano en las regiones de Arica y Parinacota y Tarapacá están cubiertas por bofedales. En relación con esta región, los bofedales en la más árida Región de Antofagasta son más pequeños y más aislados. Los bofedales más australes de los Andes Centrales se encuentran en la latitud del parque nacional Nevado Tres Cruces en Chile.

## Flora y fauna
Las especies vegetales más importantes en los bofedales son las plantas cojín, entre ellas las Juncaceae Distichia muscoides y Oxychloe andina. En los bofedales de los Andes centrales se han registrado alrededor de 61 a 62 especies de plantas diferentes. No ocurren en todos los bofedales; La composición de especies varía entre regiones y diferentes partes de un mismo bofedal. La composición de especies puede variar debido a la presión del pastoreo y la dispersión de semillas por parte de los animales, la disponibilidad y temperatura del agua, la presencia de nutrientes y elementos tóxicos y las diferentes etapas de la sucesión ecológica. Muchas de estas especies de plantas son endémicas. Los bofedales tienen una alta productividad biológica,  la más alta de todos los ecosistemas de la Puna . 
El agua de los bofedales proporciona hábitat a anfibios como ranas (rana de agua Acancocha, ranas marsupiales comunes y Pleurodema marmoratum) y sapos (Rhinella spinulosa). En los bofedales viven numerosos invertebrados como anélidos, crustáceos, insectos, planarias y caracoles. Las aves que viven en los bofedales incluyen gansos andinos, avefrías andinas, negritos andinos, cinclodes de alas ante, patos crestados, ñandúes de Darwin, palomas terrestres de manchas doradas, agachadizas de pecho gris y cercetas de pico amarillo. Los recursos alimentarios de los bofedales también atraen mamíferos como el venado andino, el zorro andino, los guanacos, varias especies de ratones, los gatos de la pampa, los pumas, los venados de cola blanca, los vicuñas y las vizcachas.

## Uso humano
Los bofedales son un recurso económico importante. En sus elevaciones las condiciones climáticas hacen inviable la agricultura, mientras que la alta calidad del forraje en los bofedales invita a la ganadería. En el Altiplano, en zonas más secas son el pasto más importante. Allí se alimentan alpacas, ganado vacuno, caballos, llamas y ovejas. De los bofedales se extraen plantas utilizadas en medicina o en actividades espirituales.
Los bofedales pueden ser artificiales, y muchos pueden haberse formado mediante el riego de pastos. Algunos bofedales se crean artificialmente y se mantienen mediante riego hasta el día de hoy. Muchos más están modificados al menos parcialmente por la actividad humana. Los pueblos aymara y quechua han mantenido conocimientos tradicionales sobre los bofedales incluyendo técnicas de riego, rotación de animales y el uso del fuego para retirar las plantas secas. La ingeniería humana de los bofedales está poco estudiada.

## Amenazas y conservación
El uso de bofedales como pasto frecuentemente resulta en un sobrepastoreo, aunque no siempre puede ser perjudicial para la función del bofedal. Amenazas más localizadas para los bofedales son la minería y la extracción de turba, que pueden provocar daños graves. Otros proyectos de infraestructura que amenazan a los bofedales son las represas, los proyectos de carreteras y el desvío de sus fuentes de agua. El calentamiento global es una amenaza adicional para estos ecosistemas ya que la disminución de las precipitaciones y el retroceso de los glaciares reducen el flujo de agua hacia los bofedales, que es necesario para sustentarlos. No está claro si las actividades de las comunidades locales son una amenaza o un beneficio para los bofedales.
Los bofedales son puntos críticos de biodiversidad, y muchas de las especies animales que viven en ellos están amenazadas. Los bofedales son ecosistemas importantes en las montañas, con altos niveles de diversidad de especies y endemismo, y su capacidad para retener agua reduce la erosión y mantiene los recursos hídricos.  Dentro del Convenio de Ramsar, se cuentan como turberas no forestales. Algunos bofedales están incluidos en áreas protegidas pero a 2014, ninguno estaba sujeto a un área protegida específica. Son considerados ecosistemas vulnerables según la legislación ambiental peruana. En Chile, algunas regiones requieren permisos especiales para extraer agua de los bofedales y sus cuencas.